# Трюглебен
Трюглебен (нем. Trügleben) — деревня в Германии, в земле Тюрингия, входит в район Гота в составе общины Хёрзель.
Население составляет 361 человек (на 31 декабря 2014 года). Занимает площадь 6,07 км².

## История
Первое упоминание о поселении относится к 1267 году.
1 декабря 2011 года коммуны Аспах, Эбенхайм, Фрётштедт, Хёрзельгау, Лауха, Мехтерштедт, Метебах, Тойтлебен, Трюглебен и Вайнгартен были объединены в общину Хёрзель, а одноимённое управление было упразднено.

## Галерея

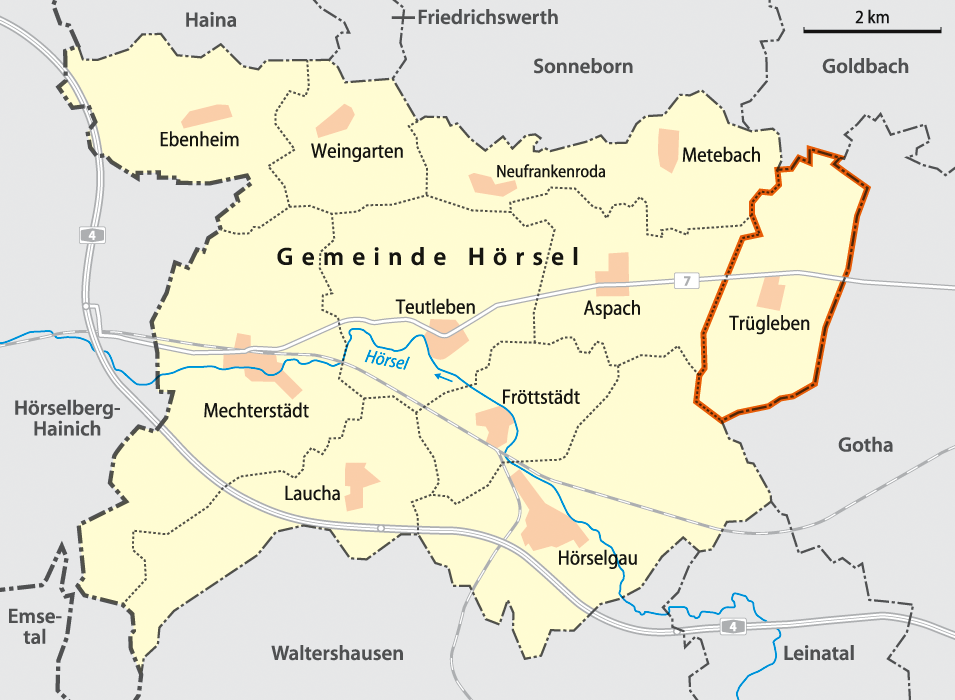
Трюглебен на карте общины
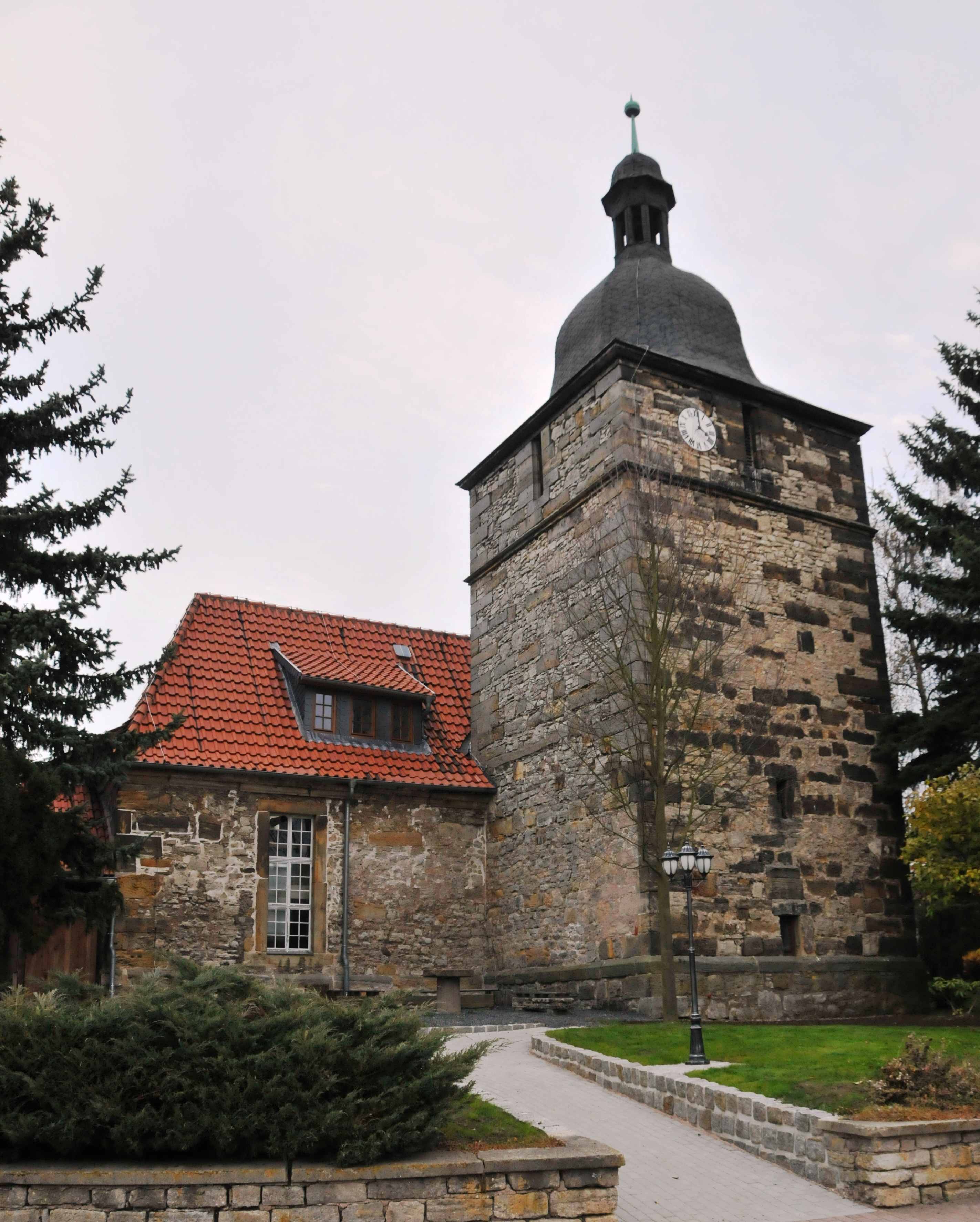
Церковь Трюглебена